# Pluvet
Pluvet é uma comuna francesa na região administrativa da Borgonha-Franco-Condado, no departamento de Côte-d'Or. Estende-se por uma área de 6,51 km². Em 2010 a comuna tinha 409 habitantes (densidade: 62,8 hab./km²).